# Шахтар (Караганда)
«Шахтар» (каз. «Шахтер» Қарағанды) — казахстанський футбольний клуб з міста Караганди. Виступає у Прем'єр-лізі Казахстану. Єдина команда, яка жодного разу не покидала Вищу лігу чемпіонату Казахстану з моменту його заснування.

## Історія

### Передісторія
Карагандинський «Шахтар» свою офіційну історію як команда майстрів веде з 1958 року, хоча гірницький футбольний колектив створений був набагато раніше. До війни він іменувався «Угольщиком», а через кілька років після війни отримав назву «Шахтар». 1950 року команда вперше взяла участь у футбольних турнірах, першим з яких є Кубок ВЦРПС для колективів фізкультури. Першим тренером у роки становлення команди був депортований до Казахстану Петро Попов Петро. У 1953 році він поїхав у Москву, а працювати з командою продовжив Георгій Костянтинович Бедрицький. При ньому «гірники» зіграли в Кубку Середньої Азії та Казахстану, і дійшли до фіналу даного змагання (поступившись там ашхабадському «Спартаку»). 1956 року на запрошення Сергія Стрельцова (організатора Карагандинського спортивного руху), «Шахтар» очолив Василь Гілєв. Під керівництвом даного фахівця футболісти домоглися третього місця в розіграші чемпіонату Казахської РСР 1957 року. Наприкінці року голова облспорткомітету Махті Кочкаров доклав зусиль для присвоєння карагандинському клубу статусу команди майстрів і його участі в регулярних розіграшах чемпіонату СРСР.

### Радянський період
У 1958 році клубу офіційно було присвоєно статус команди майстрів. На посаду старшого тренера був запрошений Юрій Ходотов, а Гілєва перевели в помічники. «Гірники» стартували в дивізіоні класу «Б» 17 квітня з домашньої гри проти челябінського «Локомотива». Зустріч закінчилася з рахунком 0:1 на користь челябінців. У наступній грі в протистоянні з «Девоном» з міста Уфа, карагандинці забили свій перший гол і заробили перший бал в турнірній таблиці, зігравши внічию 1:1. Перший гол «Шахтаря» записав на свій рахунок Микола Кожевніков. У наступному матчі команда вперше виграла. Перемога була здобута над магнітогорським «Металургом». Всі три матчі були проведені в Караганді. У першій гостьовій грі, що проводиться в місті Березники, з рахунком 6:2 була переможена місцева команда «Хімік». У цій зустрічі 4 голи забив Веніамін Чуваков, ставши першим гравцем «Шахтаря», який забив більше трьох м'ячів в одній грі. 22 червня карагандинці стартували в Кубку СРСР з матчу з «Трудовими резервами» міста Ташкент і стартували з перемоги 2:0. Крім внутрішніх змагань, «Шахтар» в першому ж сезоні провів першу міжнародну зустріч, яка пройшла в Караганді з китайською командою з міста Чанчунь. Матч закінчився з рахунком 1:1. Гол за карагандинців забив Чуваков. За підсумками дебютного року карагандинці розташувалися на 13-му місці в чемпіонаті.
Другий сезон команда розпочала під керівництвом Василя Гілєва, переведеного в старші тренери. Команда покращила минулорічні результати, проте ненабагато, посівши 11-ту сходинку в таблиці.
Через три роки після утворення команда завоювала перші медалі, а ще через рік, у сезоні 1962 року, стала чемпіоном своєї зони класу «Б» під керівництвом Володимира Котлярова. Чемпіонство дозволило команді залишитися в реформованому другому за значимістю дивізіоні країни, який став мати майже в 4 рази менше учасників порівняно з минулим роком.
У сезоні 1967 року команда повторила успіх, вигравши свою підгрупу, і була за крок від виходу у вищу лігу СРСР, але у фінальній грі за вихід в еліту карагандинці програли кіровабадському «Динамо» (0:1).
Надалі команда продовжувала грати у цьому ж дивізіоні, який з 1971 року став називатись перша ліга, а 1973 році команда вилетіла у другу лігу СРСР. До розвалу СРСР карагандинці кілька разів могли повернутись в першу лігу, в тому числі в 1982 і 1983 роках, коли команда ставала чемпіоном своєї групи, але обмдва рази не проходила подальші стикові матчі.
Всього за час існування СРСР клуб був учасником 34 чемпіонатів СРСР. З них 16 провів у Першій лізі і 18 у Другій. Всього провів 1241 матчі (567 перемог, 295 нічиїх і 379 поразок), різниця м'ячів: 1718:1313. Також взяв участь у 19 розіграшах Кубка СРСР, де провів 48 матчі (22 перемоги, 4 нічиї та 22 поразки, різниця м'ячів 50:62). Найкращий результат — вихід в 1/8 фіналу в 1963, 1965, 1969, 1972 та 1973 роках.

### Пострадянський період
З 1992 року команда почала брати участь у новоствореному вищому дивізіоні чемпіонату Казахстану. Перший успіх прийшов в 1995 році, коли команда завоювала перші бронзові медалі. Наступний успіх прийшов тільки через 10 років, в 2005 році, коли команда посівши 4-е місце за підсумками чемпіонат вперше отримала можливість представити Казахстан на міжнародній арені в Кубку Інтертото, але в першому ж раунді вилетіла від мінського «Партизана». Після цього, з перервою в два роки, в 2007 і 2009, «гірники» на внутрішній першості повторюють свій найкращий результат в історії на той момент, здобуваючи «бронзу», і беруть участь в турнірах Ліги Європи, але і тут вилітають з єврокубків у першому ж раунді.

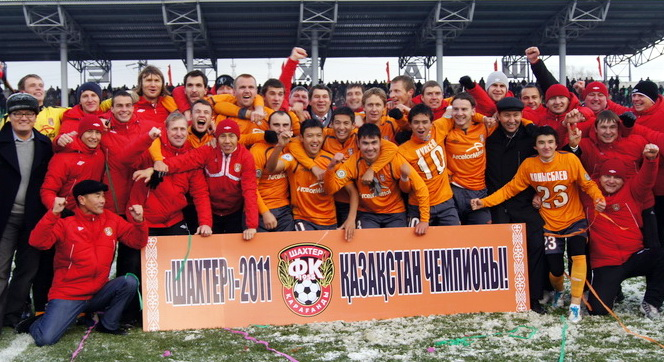
«Шахтар» святкує здобуття дебютного чемпіонства. 2011 рік.

У 2011 році «Шахтар» вперше в своїй історії став чемпіоном Казахтану і вперше бере участь у відборі Лізі чемпіонів. 25 червня карагандинці дізнались свого суперника по другому кваліфікаційному раунду континентального турніру. Ним виявився чеський чемпіон — клуб «Слован» (Ліберець). Перший матч пройшов на виїзді, 17 липня, «Шахтар» поступився супернику, з рахунком 0:1. Незважаючи на результат, казахський клуб міг зрівняти рахунок і навіть вирвати перемогу. Тренер «Слована» на післяматчевій прес-конференції повідомив журналістам, що його команді пощастило в цей день. 24 липня в Караганді «гірники» приймали чехів у матчі-відповіді. Господарі відразу ж з перших хвилин почали атакувати ворота гостей, щоб швидше відігратися, але забили лише на 40-й хвилині з пенальті. Потім голів в основний час не послідувало і був призначений овертайм, де на останній хвилині зустрічі гравці «Слована» забили вирішальний м'яч і пройшли далі, «Шахтар» завершив участь у єврокубках. 21 жовтня 2012 року карагандинці успішно захищають титул чемпіона, забезпечивши перше місце за тур до закінчення сезону.
У першому матчі наступного сезону клуб вперше став володарем Суперкубка Казахстану, обігравши столичну «Астану» (3:2). В єврокубку теж вперше команда Віктора Кумикова вийшла в груповий раунд Ліги Європи, сенсаційно обігравши в кваліфікації Ліги чемпіонів білоруський БАТЕ та албанський «Скендербеу». В останньому раунді кваліфікації «Шахтар» обіграв шотландський «Селтік» 2:0, проте тільки в першому матчі. Гра-відповідь закінчилась поразкою 0:3 і не дозволила вийти казахстанській команді в основну сітку турніру Ліги чемпіонів. Незважаючи на це «Шахтар» став першою командою з Казахстану, який пробився в груповий етап єврокубка. У груповому раунді Ліги Європи клуб продовжив дивувати, ведучи в рахунку по ходу матчу в 4-х зустрічах з 6-ти, але брак досвіду відбився на підсумкових результатах. На останніх відрізках часу матчу «Шахтар» втрачав необхідні очки. У підсумку «Шахтар» посів четверту сходинку турнірної таблиці групи L з двома очками. Завершила сезон команда завоюванням Кубка Казахстану, який теж дістався вперше, що в підсумку зробило сезон 2013 успішним, незважаючи на погані результати в чемпіонаті Казахстану.

## Склад
Станом на 6 серпня 2021
| №  | Поз. | Нац.               | Гравець                            |
| -- | ---- | ------------------ | ---------------------------------- |
| 1  | ВР   | Казахстан          | Ігор Трофимець                     |
| 3  | ЗХ   | Північна Македонія | Давид Атанаскоський                |
| 5  | ЗХ   | Казахстан          | Михайло Габишев                    |
| 7  | ПЗ   | Казахстан          | Геворг Наджарян                    |
| 8  | ПЗ   | Сербія             | Стефан Букорац (оренда з «Каспія») |
| 9  | НП   | Казахстан          | Айдос Таттибаєв                    |
| 10 | НП   | Росія              | Ідріс Умаєв (оренда з «Ахмата»)    |
| 11 | ПЗ   | Росія              | Алан Чочієв                        |
| 13 | ЗХ   | Білорусь           | Павло Назаренко                    |
| 15 | ПЗ   | Гана               | Девід Мавутор                      |
| 16 | ЗХ   | Казахстан          | Єскендір Кибирай                   |
| 17 | ПЗ   | Казахстан          | Павло Кривенцев                    |
| 19 | НП   | Казахстан          | Оралхан Оміртаєв                   |
| 22 | НП   | Казахстан          | Іван Свиридов                      |
| 23 | ПЗ   | Казахстан          | Руслан Туктишев                    |
| 24 | ПЗ   | Канада             | Арамсіс Кузін                      |
| 25 | ЗХ   | Росія              | Андрій Буйволов                    |

| №  | Поз. | Нац.                 | Гравець              |
| -- | ---- | -------------------- | -------------------- |
| 27 | ЗХ   | Росія                | Володимир Хозін      |
| 29 | ПЗ   | Сербія               | Вук Митошевич        |
| 30 | ВР   | Казахстан            | Ігор Шацький         |
| 33 | ПЗ   | Франція              | Абдель Ламанж        |
| 34 | ПЗ   | Казахстан            | Абилайхан Назимханов |
| 44 | ПЗ   | Боснія і Герцеговина | Един Рустемович      |
| 50 | ЗХ   | Казахстан            | Таїр Нурсеїтов       |
| 54 | НП   | Казахстан            | Максим Галкін        |
| 55 | ЗХ   | Хорватія             | Іван Граф            |
| 57 | ЗХ   | Казахстан            | Єгор Алішаускас      |
| 70 | ПЗ   | Казахстан            | Жан Алі Пайруз       |
| 87 | ПЗ   | Росія                | Михайло Бакаєв       |
| 88 | ПЗ   | Росія                | Арсен Хубулов        |
| 89 | НП   | Болгарія             | Мартін Тошев         |
| 95 | ВР   | Казахстан            | Даніла Карпіков      |
| 99 | НП   | Білорусь             | Євген Шикавка        |

## Досягнення
- Чемпіонат Казахстану
  - Чемпіон (2): 2011, 2012
  - Бронзовий призер (3): 1995, 2007, 2009
- Кубок Казахстану
  - Володар Кубку (1): 2013
- Володар Суперкубка Казахстану (1): 2013

## Виступи в єврокубках
| Сезон   | Змагання         | Раунд   | Клуб                 | Вдома        | На виїзді | В сукупності   |  |
| ------- | ---------------- | ------- | -------------------- | ------------ | --------- | -------------- |  |
| 2006    | Кубок Інтертото  | 1Р      | Партизан Мінськ      | 1–5          | 3–1       | 4–6            |  |
| 2008–09 | Кубок УЄФА       | 1К      | Дебрецен             | 1–1          | 0–1       | 1–2            |  |
| 2010–11 | Ліга Європи      | 1К      | Рух Хожув            | 1–2          | 0–1       | 1–3            |  |
| 2011–12 | Ліга Європи      | 1К      | Копер                | 2–1          | 1–1       | 3–2            |  |
| 2011–12 | Ліга Європи      | 2К      | Сент-Патрікс Атлетік | 2–1          | 0–2       | 2–3            |  |
| 2012–13 | Ліга чемпіонів   | 2К      | Слован Ліберець      | 1–1 (дод.ч.) | 0–1       | 1–2            |  |
| 2013–14 | Ліга чемпіонів   | 2К      | БАТЕ                 | 1–0          | 1–0       | 2–0            |  |
| 2013–14 | Ліга чемпіонів   | 3К      | Скендербеу           | 3–0          | 2–3       | 5–3            |  |
| 2013–14 | Ліга чемпіонів   | ПО      | Селтік               | 2–0          | 0–3       | 2–3            |  |
| 2013–14 | Ліга Європи      | Група L | АЗ                   | 1–1          | 0–1       | 4-те місце     |  |
| 2013–14 | Ліга Європи      | Група L | ПАОК                 | 0–2          | 1–2       | 4-те місце     |  |
| 2013–14 | Ліга Європи      | Група L | Маккабі Хайфа        | 2–2          | 1–2       | 4-те місце     |  |
| 2014–15 | Ліга Європи      | 1К      | Ширак                | 4–0          | 2–1       | 6–1            |  |
| 2014–15 | Ліга Європи      | 2К      | Атлантас             | 3–0          | 0–0       | 3–0            |  |
| 2014–15 | Ліга Європи      | 3К      | Хайдук Спліт         | 4–2          | 0–3       | 4–5            |  |
| 2021–22 | Ліга конференцій | 2К      | ФКСБ                 | 2–1 (дч)     | 0–1       | 2–2 (5–3 пен.) |  |
| 2021–22 | Ліга конференцій | 3К      | Колос                | 0–0          | 0–0       | 0–0 (3–1 пен.) |  |

Notes
- 1Р: Перший раунд
- 1К: Перший кваліфікаційний раунд
- 2К: Другий кваліфікаційний раунд
- 3К: Третій кваліфікаційний раунд
- ПО: Раунд плей-оф

## Головні тренери
- Анатолій Крутиков (1977)
- Вахід Масудов (2000)
- Реваз Дзодзуашвілі (1 січня 2007 — 1 червня 2008)
- Ігор Захаряк (5 червня 2015[7] — грудень 2015)
- Олексій Єрьоменко (4 серпня 2016[8] — 29 травня 2017[9])
- Андрій Фінонченко (в.о.) (3 липня 2018 — 18 липня 2018)
- Ніколай Костов (18 липня 2018 — 30 грудня 2019)
- В'ячеслав Грозний (30 грудня 2019 — 17 червня 2020)
- Магомед Адієв (16 квітня 2021—)